# Història de la cartografia

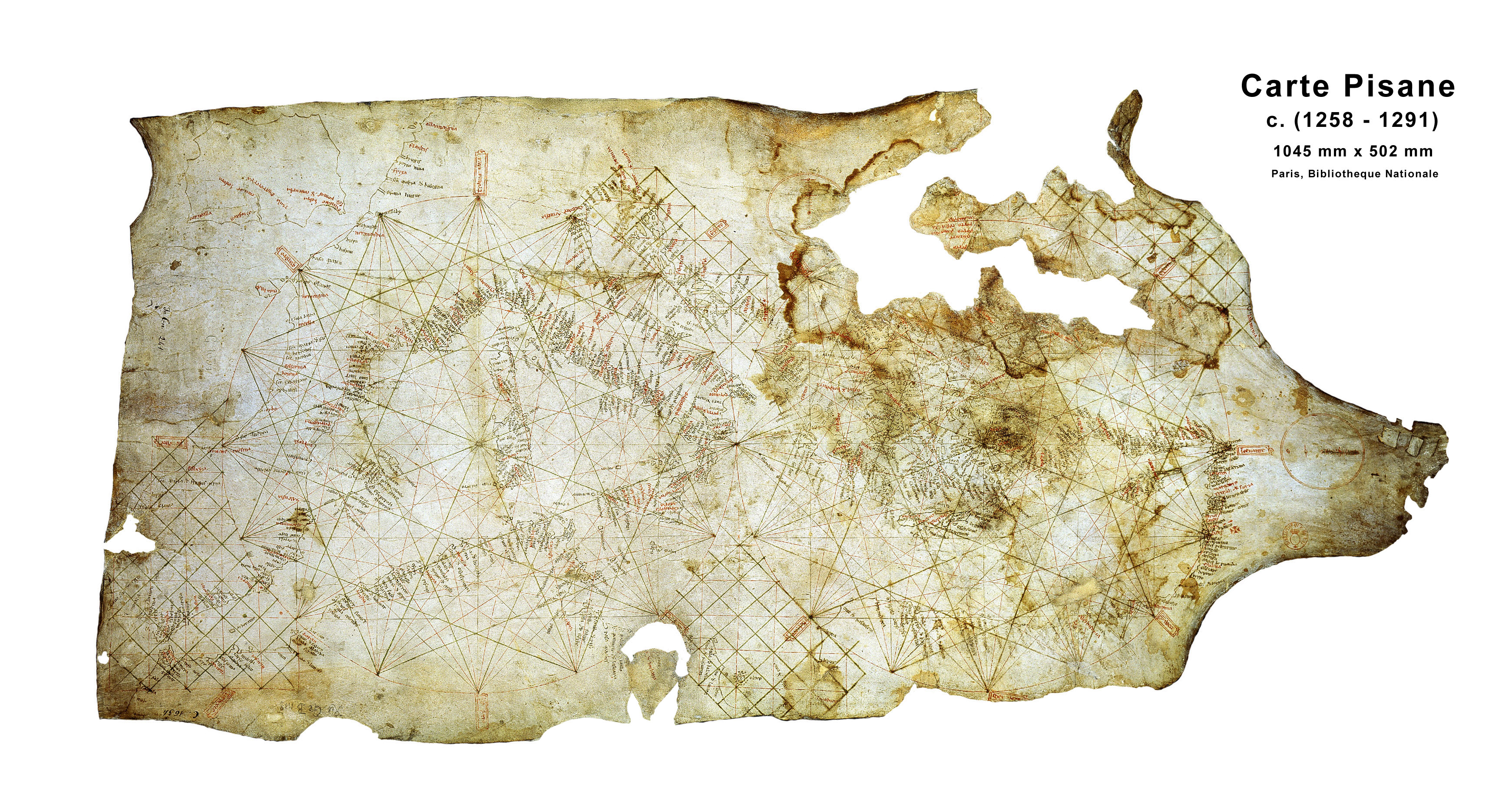
La Carta Pisana: La carta més antiga conservada, representa el Mar Mediterrani

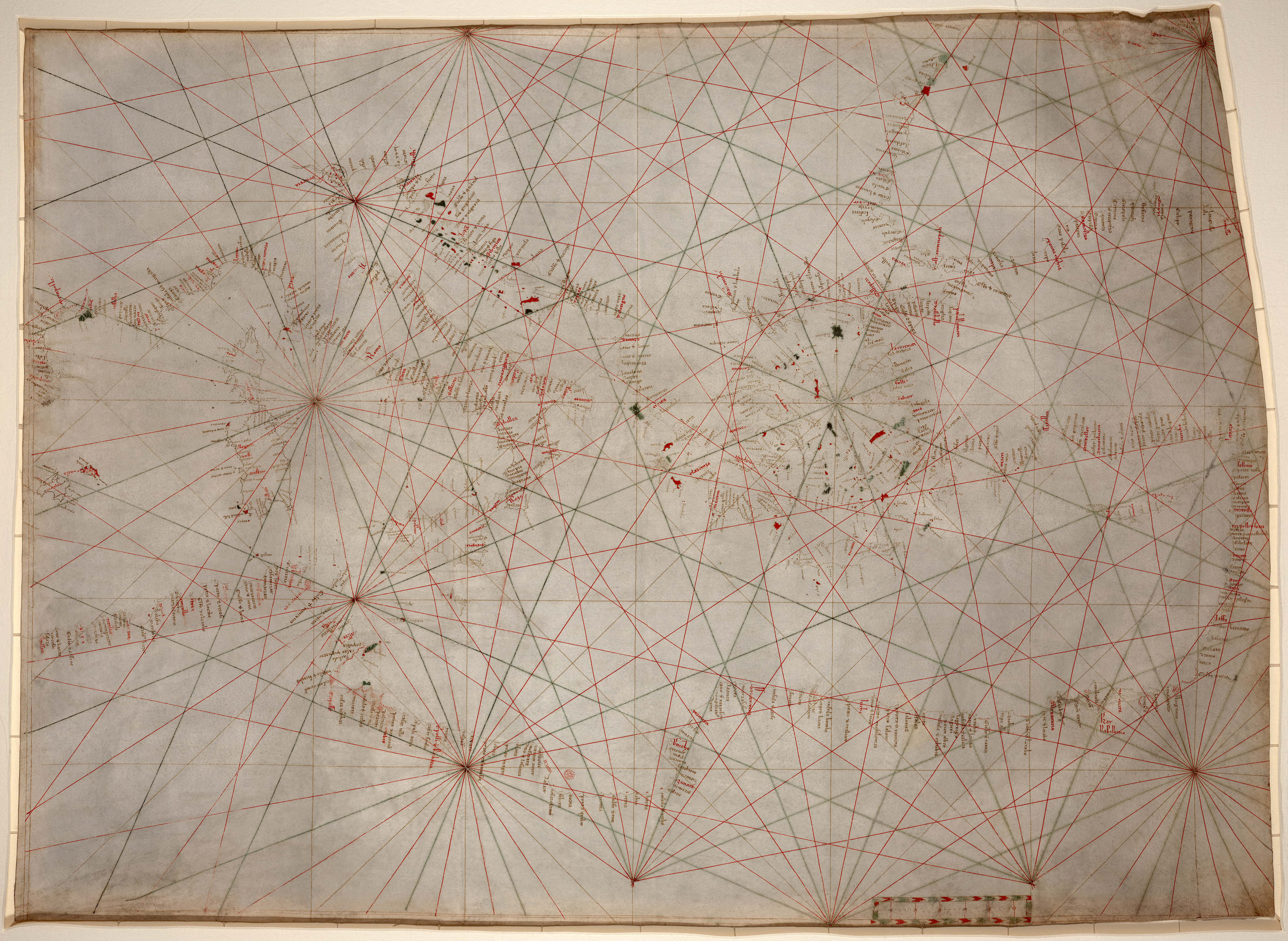
Una carta nàutica de la Mar Mediterrània del segle XIV

La història de la cartografia té els seus orígens en el Neolític. Anteriorment, durant el Paleolític (entre els anys 600.000 i 12.000 BP) ja s'era conscient que alguns fenòmens es repeteixen en l'espai i en el temps (els dies, les estacions, les formes del paisatge ...). Tenint en compte la necessitat de recordar les rutes relacionades amb la ubicació de l'aigua i la caça, els primers esbossos es van crear referits a l'espai. S'han trobat enigmàtiques línies de la ruta a les coves, que podrien ser una representació d'aquest tipus.
La datació del primer mapa conegut és un tema controvertit,tenint en compte que la definició de mapa no és inequívoca, ja que en la creació dels mapes s'hi van utilitzar diversos materials. Hi ha un mural, que pot representar l'antiga ciutat de Çatalhöyük a Anatòlia (anteriorment coneguda com a Hüyük Huyuk), datat del VII mil·lenni aC
Durant les primeres civilitzacions hi va haver la necessitat de dirigir i dissenyar l'espai. L'antic Egipte va viure condicionat per les crescudes del Nil i necessitava saber els límits dels territoris, ja que les marques s'esborraven a cada crescuda.
Es conserva un mapa gravat de la ciutat santa de Nippur (Babilònia) realitzat durant la dinastia kasita (segle XXI al XII aC).
Els primers mapes mostren la Terra com un continent envoltat d'aigua. En aquestes representacions es pren com a referència el Mar Mediterrani, que era el punt d'embarcament de les civilitzacions implicades en aquests mapes.

## Antiga Grècia

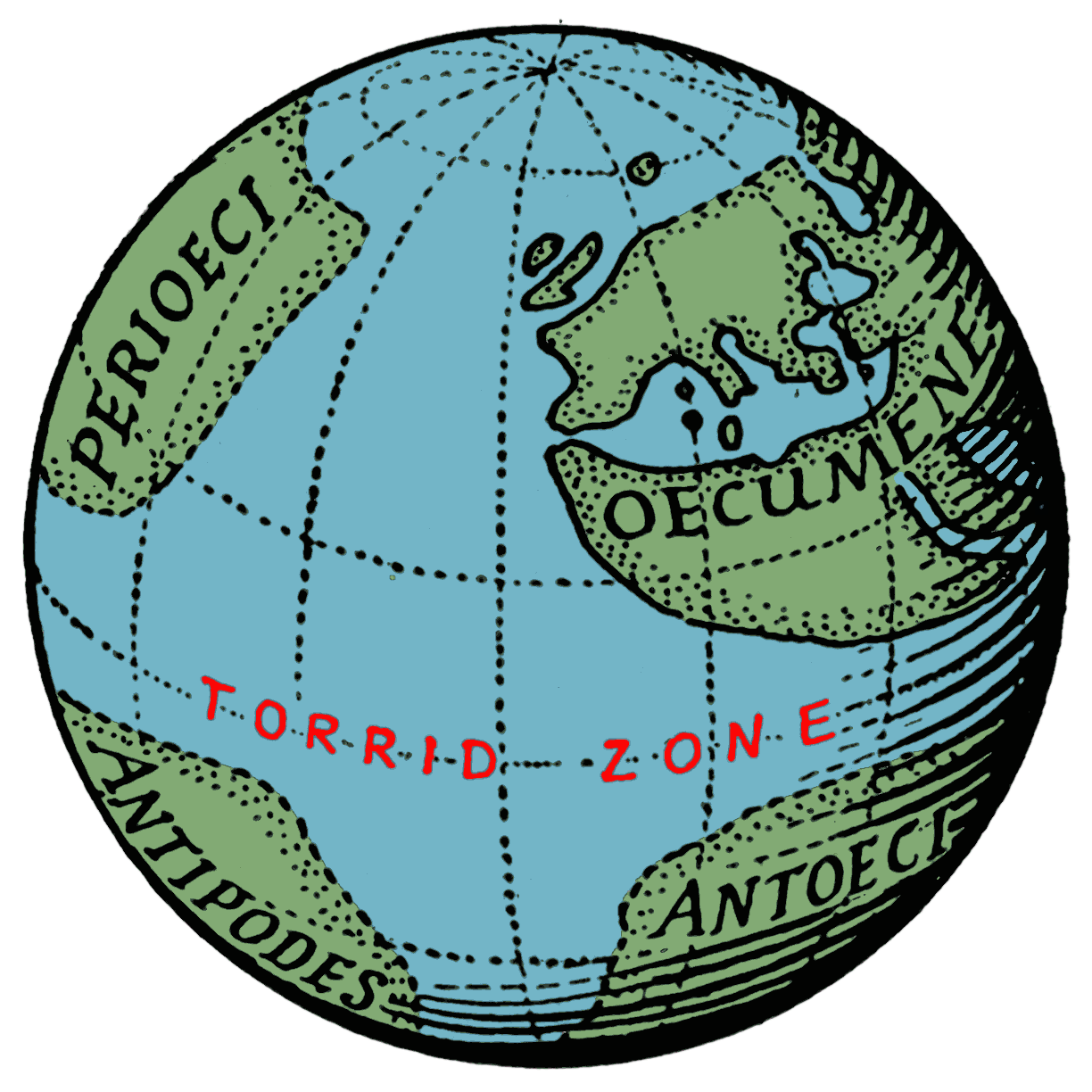
Moderna reproducció de 1921 segons un mapamundi de Crates (al voltant de 150 aC)

A l'antiga Grècia i a l'Imperi Romà es van crear mapes, com el d'Anaximandre (VI aC)
Fa 2500 anys només s'havia realitzat el 8% de l'exploració de la zona coneguda. A l'antiga Grècia es dividia el món en dues seccions principals: l'est, amb el mar Egeu i Àsia, i l'oest, Europa, des de l'espai basat en l'esquema dels punts cardinals.
El marí grec Piteas, que va viure al segle IV aC, va ser el primer en emprar el sol per a determinar la latitud -distància al nord o al sud de l'equador- dels llocs que visitava. L'any 310 aC, va navegar al llarg de la costa europea des de Cadis, A la península ibèrica, fins a la Gran Bretanya.
Piteas va establir la latitud de la seva nativa Massilia (l'actual Marsella, que era llavors una colònia grega), el que va servir al geògraf i astrònom Claudi Ptolemeu per traçar un mapamundi al segle II després de Crist. Ptolemeu també es va valer del treball de Marí de Tir, un fenici del segle i dC a qui se li va ocórrer la idea de traçar una quadrícula en les cartes de navegació.
Aristarc de Samos (segle iii aC) va defensar la teoria heliocèntrica, que no va ser acceptada fins al segle xv.
Eratòstenes (272 aC - 192 aC), astrònom grec nascut a l'Àfrica, va argumentar el 240 aC, en el seu llibre Geogràfica, que la terra és esfèrica, i va calcular la circumferència en 39.688 quilòmetres (mesurant la distància entre Alexandria i Siena, i el càlcul de la inclinació del sol a les dues ciutats). Va ser el primer a crear un planisferi amb un sistema de coordenades amb paral·lels i meridians.
Hiparc de Nicea (190 aC - 125 aC) va proposar la divisió de la Terra en meridians i paral·lels i l'establiment de la durada de l'any solar de 365 dies.
Ptolemeu (100-170) va defensar el sistema geocèntric. Va fer un mapamundi amb més de 8.000 topònims. Va fer ús de l'experiència feta per Piteas i l'obra de Marí de Tir, un fenici del segle i dC, que havia dibuixat una carta de navegació amb una quadrícula. El mapamundi de Ptolemeu inclou tot el món conegut (l'Ecumene) per la societat occidental del moment.
Així que es van començar a fer mapes de rutes (periples), amb els noms dels ports, rius i muntanyes, van ser utilitzats pels comerciants. Els van usar en les conquestes militars romanes per planificar i organitzar els territoris ocupats.

## Civilització xinesa
Els mapes coneguts més primerencs que han sobreviscut a la Xina daten del segle IV aC.
El 1986 es van trobar set antics mapes xinesos en una excavació arqueològica d'una tomba de l'Estat de Qin, en les rodalies de la ciutat de Tianshui, província de Gansu. Abans d'aquest descobriment, els primers mapes existents coneguts procedien de l'excavació Mawangdui de 1973, que va trobar tres mapes en seda datats al segle ii aC, a principis de la Dinastia Han. Al segle iv aC van ser dibuixats mapes de l'Estat de Qin amb tinta negra en blocs de fusta. Aquests blocs, afortunadament, van sobreviure en condicions de remull, degudes a les filtracions d'aigua subterrània en la tomba, la qualitat de la fusta va tenir molt a veure amb la seva supervivència. Després de dos anys de lentes tècniques d'assecatge, els mapes van ser restaurats completament.

### Primer escrit geogràfic
El més antic escrit geogràfic xinès conegut es remunta al segle v aC, durant el període dels Regnes Combatents (Xina). Es tracta del Gong Yu (Tribut de Yu el Gran), capítol del llibre Shujing. El llibre descriu les nou províncies tradicionals, els seus tipus de sòl, productes característics, sistemes agrícoles, rius, llacs, béns tributaris, i els col·loca en seqüència.

### Primera referència a un mapa
La referència més antiga a un mapa a la Xina prové del segle iii aC. Es tracta de l'esdeveniment ocorregut el 227 aC, quan Qin Shi Huang, rei de Qin, va rebre la visita de Jing Ke, un mercenari contractat per un príncep rival per assassinar-lo. Aquest li va presentar un mapa de la zona pintat sobre un rotllo de seda, on ocultava una daga, amb la qual pretenia dur a terme l'assassinat, cosa que no va aconseguir. A partir de llavors, els mapes són sovint esmentats en les fonts xineses.
En el llibre Xin Yi Xiang, publicat el 1092 pel científic Su Song, apareix una carta astronòmica, mapa de projecció cilíndrica, similar a l'actual projecció Mercator, sens dubte inventada per separat. que sembla, aquest mètode de càlcul existia a la Xina abans de la seva aparició a Occident. La carta astronòmica representada per La seva Song (de creixent importància) és el més antic dels mapes impresos existents.

## Cartografia Índia
Les tradicions cartogràfiques de l'Índia incloïen la localització de l'estrella polar i altres constel·lacions conegudes. Aquestes cartes poden haver-se usat al començament de l'era comuna amb propòsits de navegació. Es van fer també mapes detallats de considerable extensió, amb descripcions detallades de la ubicació d'assentaments, costes, rius i muntanyes. Al segle viii, l'erudit Bhavabhuti va produir unes pintures que indiquen les regions geogràfiques.

## Edat mitjana
A l'edat mitjana, la concepció del món es va veure afectada per la Bíblia, però la cultura àrab va recuperar la imatge de la Terra i els càlculs dels astrònoms grecs.
Mapamundi és el terme generalment utilitzat per a descriure els mapes del món europeus de l'Edat Mitjana. Sobre un Mapamundi es poden identificar gairebé 1.100 noms de pobles, dels quals 900 són a les il·lustracions dels manuscrits i altres en documents independents.

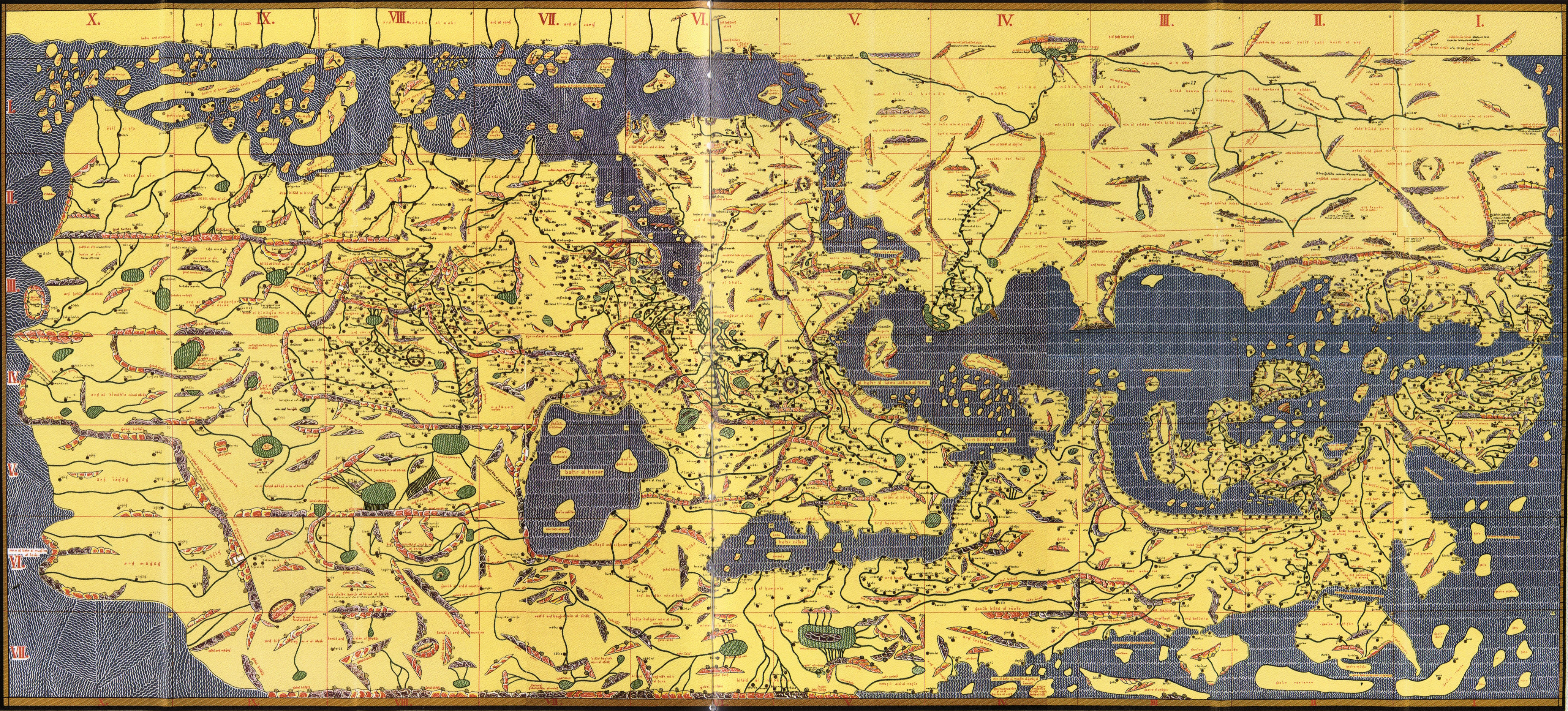
La Tabula Rogeriana, dibuixada per Muhammad al-Idrisi per a Roger II de Sicília el 1154

En els territoris cristians la Terra era considerada un terreny sòlid, envoltat per l'aigua. Els mapes representaven una descripció bíblica, no la geografia. Els mapes eren molt artístics, però amb molts errors. La terra era una superfície circular, amb Jerusalem al centre, una creu simbòlica enmig d'un mar en forma de T, van ser els "mapes T en O". El Paradís estava a l'est. Aquests mapes no confonien a la ciutadania, que va tenir una experiència espacial limitada. Directament conscient només de la seva ciutat o poble i els seus voltants i la resta era de coneixement indirecte.
A poc a poc es va anar advertint la necessitat de mapes més precisos de la zona que pertanyia a un senyor feudal, però aquests mapes eren de la seva propietat i no arribaven a la gent.
El geògraf àrab al-Idrissí va desenvolupar el 1154 la Tabula Rogeriana, un atles, que inclou l'Àfrica medieval coneguda, l'oceà Índic i l'Extrem Orient conegut. Compilació d'informació dels comerciants àrabs i els exploradors, i el patrimoni dels geògrafs clàssics, va crear el mapa més precís dels tres segles segûents.
Al segle xiii les ciutats de Pisa, Barcelona, Palma o València van ser els focus del comerç a la Mediterrània. Les seves expedicions van arribar al Marroc i a Egipte, gràcies a la invenció de la brúixola, fet que els va permetre l'orientació en alta mar. Els mapes marítims de l'època o portolans van ser una col·lecció de dibuixos a manera d'atles detallats, especialment de les zones litorals, amb una representació d'un sistema de rumbs marítims relacionats amb la rosa dels vents.
Per tant, l'assignació va ser essencial per a la gent de mar. Abraham Cresques, representant de l'escola cartogràfica mallorquina del segle xiv va produir un compendi de cartografia més important del seu temps.
A l'Era dels Descobriments (segle XV - xvii), els cartògrafs europeus van copiar els mapes antics (alguns daten de molts segles enrere) i van dibuixar els seus propis mapes sobre la base de les observacions dels exploradors fins i tot amb noves tècniques. La invenció de la brúixola i el telescopi van conferir major precisió als documents. El 1492 el cartògraf de Nuremberg Martin Behaim va construir el primer globus terrestre
Al segle xv Europa coneixia aproximadament la meitat de les masses de terra. Llavors van iniciar les grans expedicions per trobar les rutes marítimes al Índia, un paradís per a les espècies i les riqueses.
Enric el navegant, rei de Portugal va fundar l'escola de Sagres començant a descobrir les rutes d'Àfrica, que van permetre assenyalar que l'oceà Índic, era un mar obert i que Àfrica era independent d'Àsia.

## La cartografía mallorquina

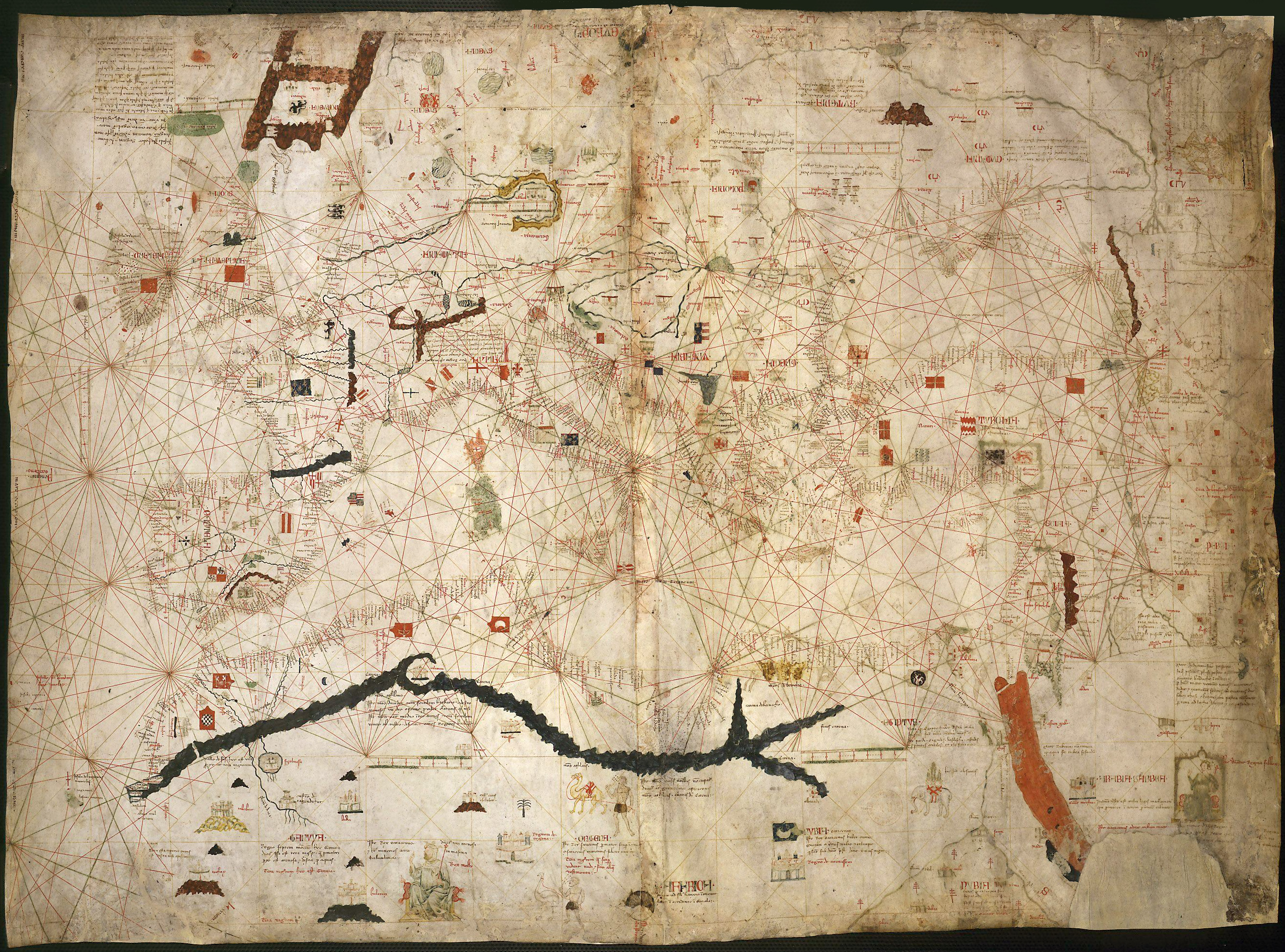
Portolà d'Angelí Dulcert (1339)- El més antic de l'escola cartogràfica mallorquina La representació de la superfície d'una esfera sobre un pla requereix sempre d'una certa distorsió segons el tipus de projecció emprada.

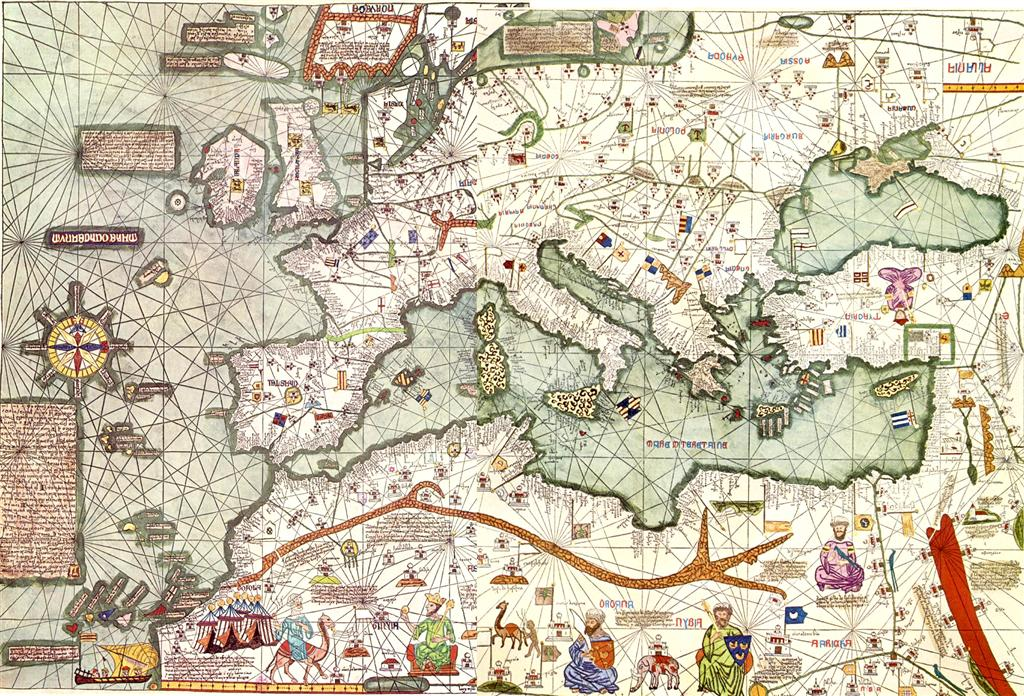
Còpia del s. XIX de l'Atlas Català de la Corona de Catalunya i Aragó, de l'any 1375.

La novetat de la cartografia mallorquina són les cartes nàutic-geogràfiques, totes amb estilística comú en la representació de certs accidents i zones geogràfiques.
El portolà més antic de l'escola mallorquina és el d'Angelino Dulcert, està dibuixat en dues peces de pergamí manuscrites i unides en una sola peça que té unes dimensions de 750 × 1.020 mm. Es troba a la Biblioteca Nacional de França a París.
Hi ha un altre portolà molt similar, dibuixat entre els anys 1325 i 1330, que s'atribueix també a Angelino Dulcert. Té el més pur estil de l'escola mallorquina, però encara que Rey Pastor demostra que és mallorquina, encara hi ha alguns que dubten si va ser dibuixat a Catalunya o a Gènova, ja que no està especificat.
El mapa mallorquí més important és l'Atles català (1375), atribuït al jueu mallorquí Cresques Abraham, de 1375, que és una de les joies de la col·lecció de la Biblioteca Nacional de França. Abraham Cresques era un jueu mallorquí que va treballar al servei de Pere el Cerimoniós. Al seu taller de buxoler l'ajudava el seu fill Jafuda. El títol de l'Atles és Mapamundi, és a dir, mapa del món i de les regions de la Terra amb els diversos pobles que l'habiten. Va ser confeccionada l'obra a petició de l'infant Joan, fill de Pere IV, desitjós d'una fidel representació d'O a E del món. Formen l'Atles 12 fulls sobre taules, unides unes a les altres per pergamí, i en disposició de paravent. Cada taula és de 69 per 49 cm. Les quatre primeres s'omplen amb textos geogràfics, taules geogràfiques i astronòmiques i calendaris. El més sensacional del Mapamundi de Cresques és la representació d'Àsia, des de la mar Càspia fins Catai (Xina), en què es té en compte la informació de Marco Polo, Jordanus i altres.
Al segle xiv destaca també l'obra de Guillem Soler, que conrea els dos estils, la carta nàutica i la nàutica-geogràfica. Al segle xv correspon la famosa carta nàutica de Gabriel Vallseca, 1439, conservada en el Museu Marítim de Barcelona, és notable pel seu primordial d'execució i animats detalls pintorescs. La taca negra que pot percebre's en ella és un record viu de la visita de Chopin, amb George Sand, en el palau del comte de Montenegro a Mallorca, es tracta d'un detall animadament relatat per l'escriptora en Un hivern a Mallorca. L'accident va tenir en lloc l'any 1869, quan el propietari del mapa, el comte de Montenegro, l'estava mostrant als seus il·lustres visitants. Al moment menys pensat, va caure un tinter sobre el mapa, causant les taques i una deterioració irreparable en la llegibilitat d'algunes etiquetes, especialment en la pertanyent al descobriment de les illes Açores.

## Edat moderna
Cristòfor Colom va proposar la ruta cap a l'oest, coneguda ja en els centres acadèmics l'esfericitat de la terra, i va morir creient que havia arribat a Àsia, sent així que havia descobert un altre continent. Amb el descobriment d'Amèrica pels europeus i el subsegüent esforç de control i divisió d'aquelles terres va reviure l'interès pels mètodes científics de la cartografia.

### Segle XV
El monjo Nicolas Germanus escriu una pionera Cosmografia que afegeix nous mapes a la Geographia de Claudi Ptolemeu.
- 1485. El portuguès Pedro Reinel elabora la més antiga carta nàutica portuguesa signada.
- 1492. El mercader alemany Martin Behaim dissenya el més antic globus terraqüi que hagi sobreviscut.
- 1492. El cartògraf portuguès Jorge de Aguiar elabora la més antiga carta nàutica portuguesa signada i datada.

### Segle XVI
L'explorador i cartògraf espanyol Juan de la Cosa, embarcat amb Colom, crea les primeres representacions cartogràfiques conegudes que mostren ambdues Amèriques. El màxim exponent de l'època daurada de la cartografia és el flamenc Gerhard Kramer, conegut com a Gerardus Mercator. La seva obra va ser promoguda per l'emperador Carles V del Sacre Imperi Romanogermànic i Felip II de Castella de noves rutes comercials. En aquesta època els mapes eren secrets d'Estat, donada la seva importància geogràfica, estratègica i militar.
- 1502. Un cartògraf portuguès anònim s'elabora el Planisferi de Cantino, primera carta nàutica que representa implícitament latituds. El nom es deu a Alberto Cantino, un agent italià que el va portar a Itàlia.
- 1504. Pere Reinel dibuixa la més antiga carta nàutica amb una escala de latituds.
- 1507. El geògraf alemany Martin Waldseemüller és el primer a usar el terme Amèrica.[22]
- 1519. Els cartògrafs portuguesos Lopo Homem, Pedro Reinel i Jorge Reinel elaboren un grup de mapes coneguts com a Atles Miller
- 1527. Diego Ribero, un cartògraf portuguès al servei d'Espanya, crea el que és considerat primer mapamundi científic, conegut com a Padró Reial,[23] que mostra l'extensió de l'oceà Pacífic, les costes americanes i la demarcació del Tractat de Tordesillas. Per això va comptar amb la informació proporcionada per Fernando de Magallanes, Juan Sebastián Elcano, i Esteban Gómez.
- 1569. Gerardus Mercator inventa la projecció Mercator, la millor per a la navegació en aquella data.
- 1570. Abraham Ortelius publica el Theatrum Orbis Terrarum, considerat el primer Atles modern.[22]

### Seglexvii
L'Observatori de París és el centre més actiu de cartografia. Fundat el 1667, el seu principal objectiu és elaborar el mapa topogràfic detallat de França. També en aquest segle expedicions científiques franceses van arribar a Perú i van confirmar la teoria d'Isaac Newton de que la Terra era aplatada en els seus pols, ja que un objecte pesa més que en l'equador a causa de la gravetat més elevada.
- 1602. Matteo Ricci, italià a la cort de Pequín, publica el Kunyu Wanguo Quantu, el primer mapamundi xinès que explica que la terra és una esfera amb continents.
- 1670. L'astrònom italià Giovanni Cassini comença el primer mapa topogràfic de França, que no es va completar fins 1789 o 1793 pel seu nebot César-François Cassini de Thury.[24][25]

### Seglexviii
- 1715. Herman Moll publica un dels més famosos mapes antics d'Amèrica del Nord, el Castor Map .
- 1740. L'editor alemany Matías Seuter és el primer a usar la projecció de perspectiva vertical.
- 1745. L'astrònom francès Joseph-Nicolas Delisle construeix la fase final de la projecció cònica equidistant[26]
- 1763. James Cook cartografia l'illa de Terranova.
- 1772. El matemàtic suís Johann Heinrich Lambert inventa les projeccions cònica conforme Lambert i azimutal equivalent Lambert.[26]

### Seglexix
- 1805. Heinrich Albers inventa la projecció cònica equivalent.[26][27]
- 1845. Domingo Fuentes elabora la primera representació important de São Paulo, la Carta Geomètrica de São Paulo .
- 1884. El meridià de Greenwich es converteix en la referència internacional per als cartògrafs, o meridià zero.

### Segle XX
Al segle xx els mapes es van fer més abundants, a causa dels avenços de la impressió i la fotografia, que van fer la producció més fàcil i barata. Els aeroplàs van fer possible fotografiar grans àrees alhora.
- 1919. Henry Maurer elabora la projecció equidistant de dos punts[26]
- 1935. Karl Siemon inventa la projecció loximutal, perfeccionada per Waldo Tobler el 1966[26]

## Els canvis tecnològics

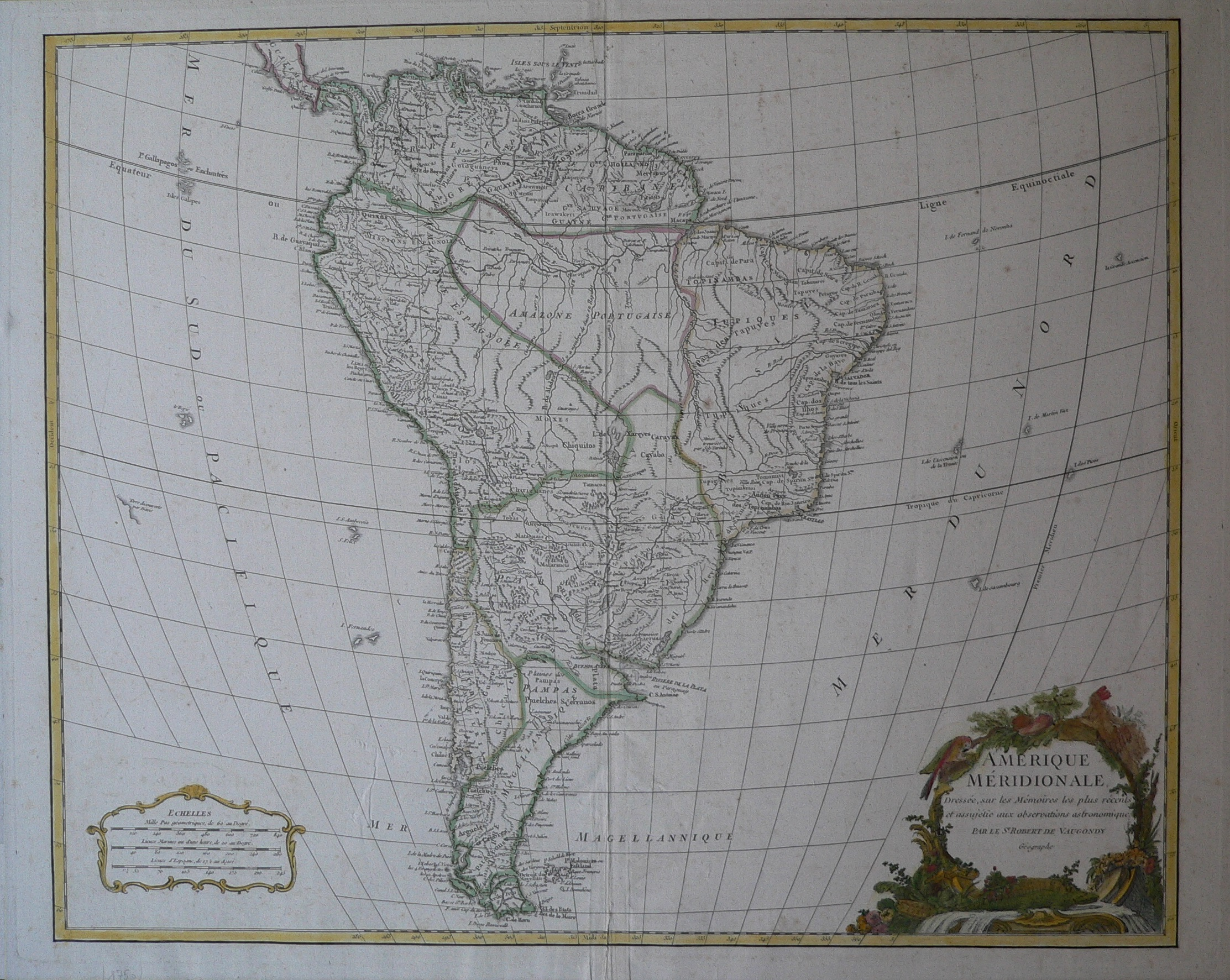
Mapa d'Amèrica del Sud de 1750

La tecnologia dels mapes ha tingut un progrés continu per tal de satisfer les demandes de les noves generacions d'usuaris i de creadors de mapes. Els primers mapes van ser elaborats a mà amb ploma en pergamí, de manera que variaven en qualitat, i la seva distribució va ser molt limitada. D'altra banda, els mapes van ser promoguts per la reialesa per facilitar les conquestes militars i rutes comercials, i per això no sempre estaven interessats en la seva difusió.
La introducció de dispositius magnètics, com la brúixola va permetre la creació de mapes de diferents escales més precisos i més fàcils de manejar. Els avanços en dispositius mecànics com la impremta, el quadrant, el sextant, el telescopi o el nònius va permetre la creació de mapes més precisos i la possibilitat fer de reproduccions més exactes.
Els avenços en tecnologia fotoquímica, com la litografia o els processos fotoquímics, va facilitar la creació de mapes amb gran detall i més resistents a la humitat i el desgast. Això va eliminar la necessitat de fer-los mitjançant gravat, i així es va escurçar molt el temps necessari per a la creació i reproducció dels mapes.
Els avenços en la tecnologia electrònica en el segle XX van comportar una altra revolució en la cartografia, per facilitar la difusió i expansió en la producció de mapes. Específicament, els dispositius de maquinari dels ordinadors, com ara pantalles, plòters, impressores, escàners, processadors d'imatges, i programari de base de dades. han democratitzat i expandit granment l'elaboració de mapes.
La majoria dels mapes de qualitat comercial es realitzen mitjançant l'aplicació de tres tipus principals de programari: Disseny assistit per ordinador (DAO), a sistema d'informació geogràfica (SIG) i programari d'il·luminació. La informació espacial es pot emmagatzemar a la base de dades, d'on es pot extreure. Aquestes eines permeten fer mapes més dinàmics i interactius, que poden ser modificats digitalment.